# باول كروس
باول كروس (بالإنجليزية: Paul Cross)‏ (31 أكتوبر 1965 في المملكة المتحدة - ) هو لاعب كرة قدم بريطاني في مركز الدفاع. لعب مع بريستون نورث إيند ونادي بارنسلي ونادي هارتلبول يونايتد وGuisborough Town F.C. ‏ ودارلينجتون إف سى.